# Diócesis de Namur
La diócesis de Namur (en latín: Dioecesis Namurcensis, en francés: Diocèse de Namur y en neerlandés: Bisdom Namen) es una circunscripción eclesiástica de la Iglesia católica en Bélgica. Se trata de una diócesis latina, sufragánea de la arquidiócesis de Malinas-Bruselas. Desde el 5 de junio de 2019 su obispo es Pierre Warin.

## Territorio y organización

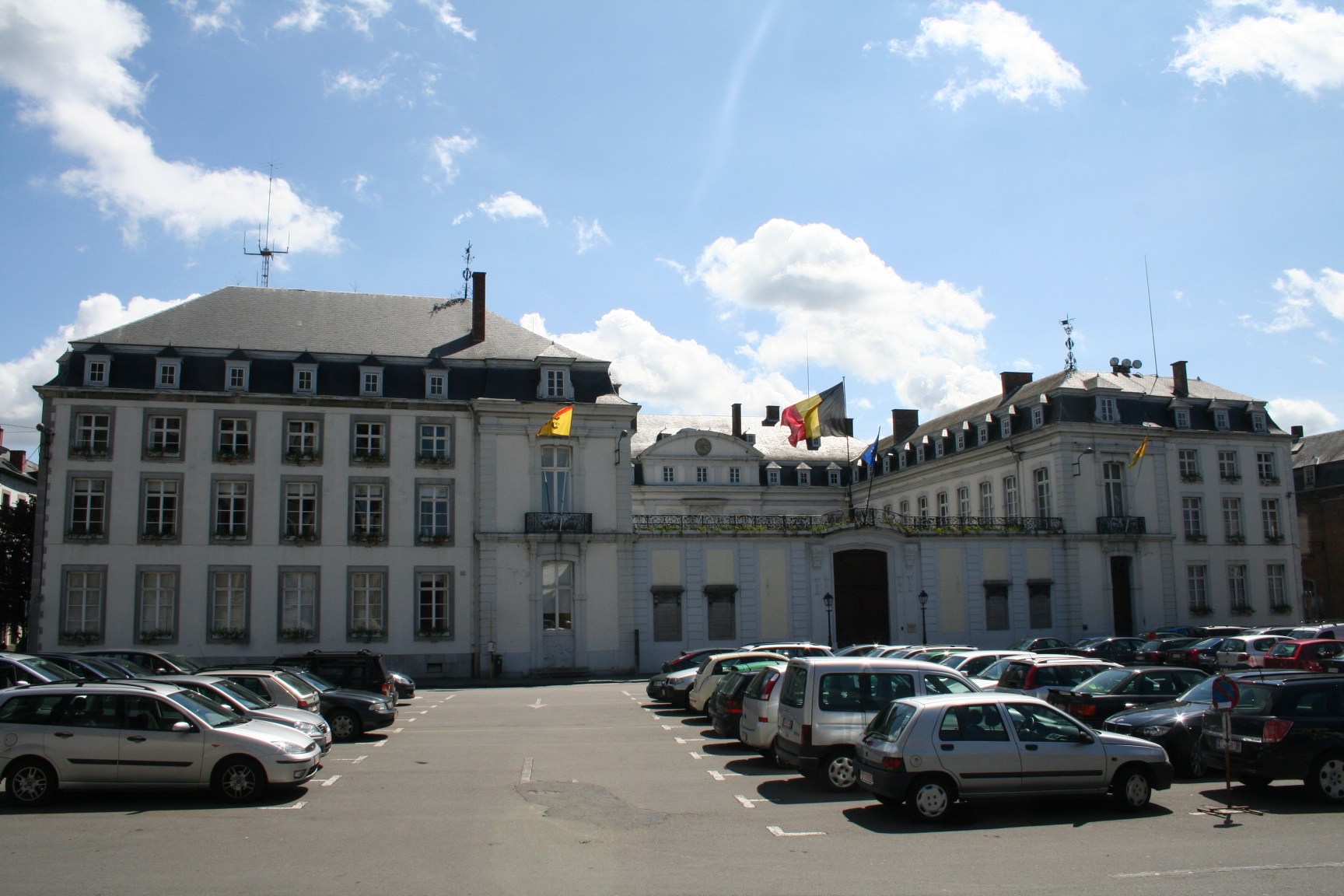
Antiguo palacio episcopal de Namur

La diócesis tiene 8105 km² y extiende su jurisdicción sobre los fieles católicos de rito latino residentes en las provincias de Namur y de Luxemburgo. La diócesis de Namur es la más basta, pero la menos poblada de Bélgica. 

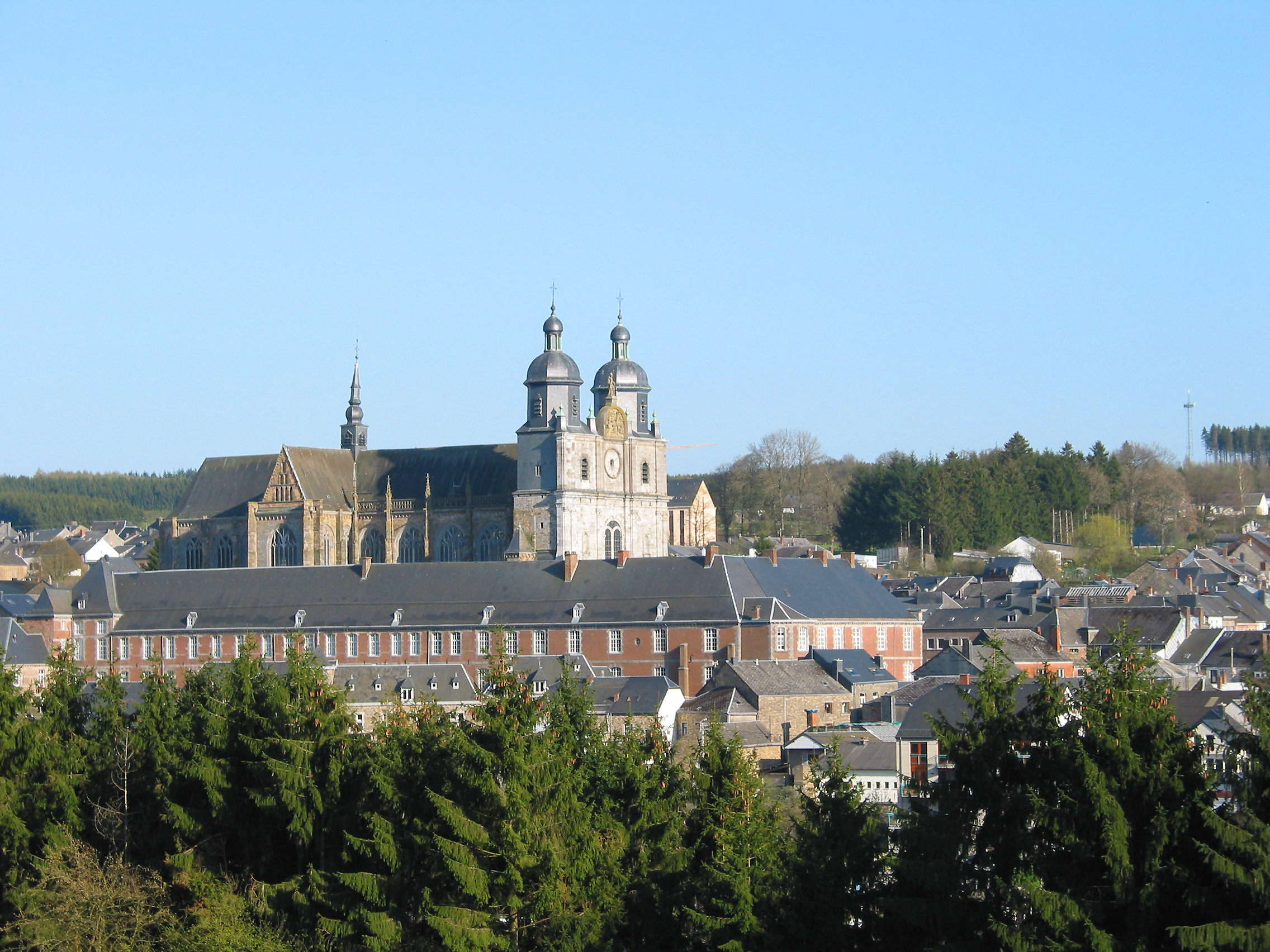
Abadía benedictina de los Santos Pedro y Pablo, en Saint-Hubert

La sede de la diócesis se encuentra en la ciudad de Namur, en donde se halla la Catedral de San Albano. En el territorio diocesano se encuentra el santuario diocesano de Notre-Dame-de-Foy y 5 basílicas menores: de Nuestra Señora, en Orval; de San Benito, en Maredsous, de los Santos Pedro y Pablo, en Saint-Hubert; de San Materno (o de Nuestra Señora), en Walcourt; y de Nuestra Señora del Corazón de Oro, en Beauraing. Además, la diócesis también tiene la abadía de Chevetogne, importante centro de estudios sobre ecumenismo en la Iglesia católica.

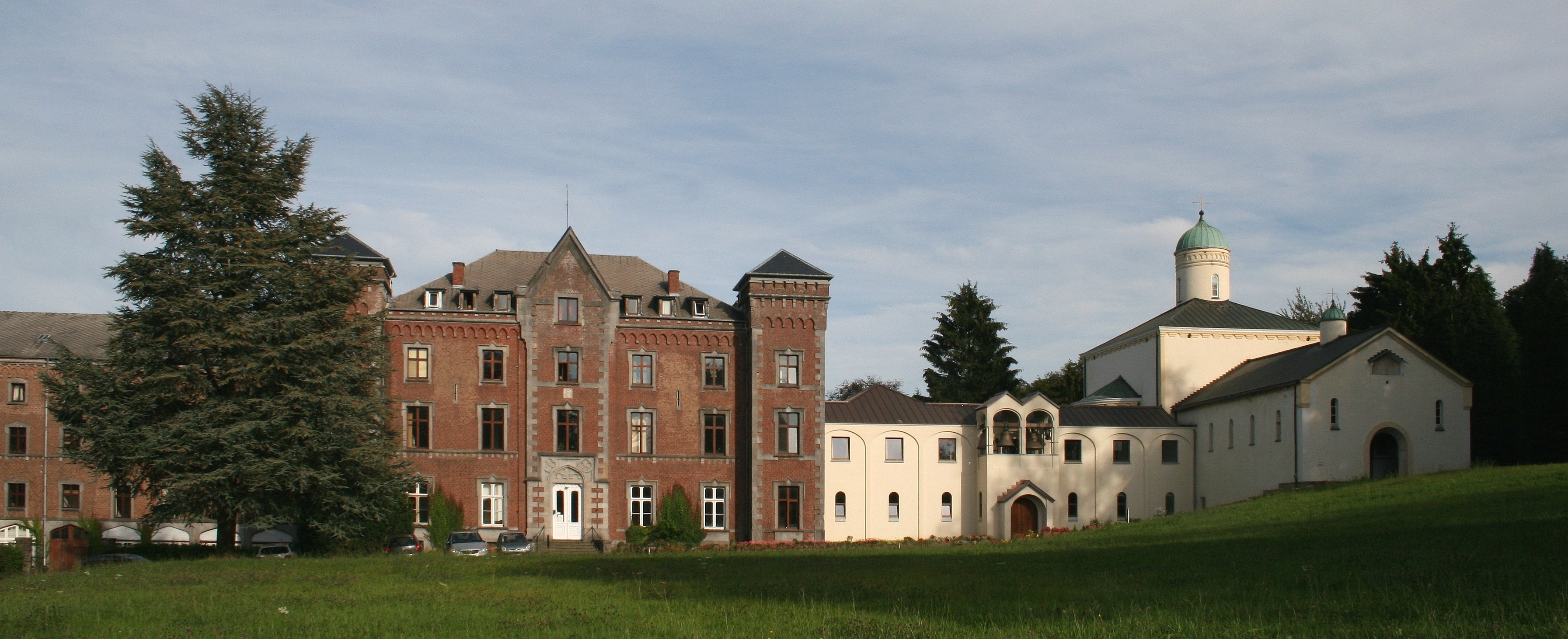
Abadía de Chevetogne

En 2021 en la diócesis existían 730 parroquias agrupadas en 8 regiones pastorales y 30 decanatos.

## Historia
En el siglo XVI, para contrarrestar mejor la Reforma protestante, así como para resolver cuestiones seculares de carácter político y lingüístico, los Países Bajos y los Países Bajos del Sur sufrieron una modificación sustancial de la geografía eclesiástica, que había permanecido sin cambios desde la época carolingia. Con la bula Super universas del 12 de mayo de 1559, el papa Paulo IV reorganizó las circunscripciones eclesiásticas de la región e instituyó catorce nuevas diócesis, entre ellas la diócesis de Namur, hecha sufragánea de la arquidiócesis de Malinas.
El 11 de marzo de 1561, con la bula Ex iniuncto nobis, el papa Pío IV definió los límites de la nueva diócesis, estableció la subdivisión en decanatos con las respectivas parroquias y asignó la dotación para el mantenimiento del obispo. La nueva diócesis se obtuvo en gran parte del territorio de la diócesis de Lieja y una pequeña parte, unas quince parroquias, de la diócesis de Cambrai.
El primer obispo fue el dominico Antoine Havet, quien organizó la nueva diócesis y estableció el seminario diocesano en 1569; el edificio actual, que acoge a estudiantes de teología de las diócesis francófonas de Bélgica, fue construido por el obispo Jean Wachtendonck e inaugurado en 1656. Durante el episcopado de Thomas de Strickland, entre 1728 y 1732, se construyó el nuevo palacio episcopal, confiscado durante la Revolución francesa y transformado en sede de varias administraciones públicas.
El obispo Paul de Berlo de Franc-Douaire inició la reconstrucción de la antigua catedral, construida en el siglo XI, pero que se había quedado pequeña para las necesidades del culto; la primera piedra se colocó el 24 de junio de 1751 y la consagración solemne de la nueva catedral se celebró el 20 de septiembre de 1772 por el obispo Ferdinand-Marie de Lobkowitz.
Inicialmente sufragánea de Cambrai, luego del concordato con la bula Qui Christi Domini del papa Pío VII del 29 de noviembre de 1801, la diócesis de Namur se convirtió en sufragánea de Malinas. Con la misma bula, el territorio diocesano se hizo coincidir con el departamento francés, que ya no existe, de Sambre-et-Meuse.
El concordato fue impugnado por el vicario capitular Stevens, quien desde un refugio secreto invitó al clero a desobedecer. Después de la elección de un obispo francés, algunos sacerdotes apoyaron a Stevens y se autodenominaron stevenistas. La renuncia del obispo en 1803 no cambió la situación. El cisma duró hasta 1814.
Con un decreto de la Santa Sede del 30 de julio de 1823, todo Luxemburgo, que anteriormente pertenecía a la diócesis de Metz, fue unido a la diócesis. El 2 de junio de 1840, con la proclamación de la independencia del Gran Ducado de Luxemburgo, la diócesis cedió ese territorio para la erección del vicariato apostólico de Luxemburgo, hoy arquidiócesis de Luxemburgo, como resultado del breve Ubi universalis Ecclesiae del papa Gregorio XVI.
Con otro decreto vaticano del 18 de mayo de 1842, que impuso algunos intercambios de parroquias entre las diócesis de Namur y Lieja para hacer coincidir sus territorios con los de las provincias civiles, la diócesis de Namur asumió esa fisonomía territorial que conserva hasta hoy.
A partir de 1866 el derecho de elección del obispo, anteriormente privilegio del cabildo catedralicio, quedó reservado al papa.
Entre 1932 y 1933 el pueblo de Beauraing se vio afectado por apariciones marianas, reconocidas oficialmente por la Santa Sede el 2 de febrero de 1943. La Virgen de Beauraing, conocida como Notre-Dame au Coeur d'Or, fue visitada por el papa Juan Pablo II en 1985.
Durante la Segunda Guerra Mundial algunos sacerdotes de la diócesis se sumaron a la resistencia; algunos fueron condenados a muerte, otros fueron condenados a prisión. Entre estos, se destacaron Joseph André, reconocido como justo entre las naciones en 1967, y Arthur Georges, quien murió en el campo de prisioneros de Siegburg en 1944.

## Estadísticas
Según el Anuario Pontificio 2022 la diócesis tenía a fines de 2021 un total de 508 600 fieles bautizados.
| Año                                                                             | Población            | Población | Población      | Sacerdotes | Sacerdotes    | Sacerdotes    | Bautizados por sacerdote | Diáconos permanentes | Religiosos | Religiosos | Parroquias |
| Año                                                                             | Bautizados católicos | Total     | % de católicos | Total      | Clero secular | Clero regular | Bautizados por sacerdote | Diáconos permanentes | Varones    | Mujeres    | Parroquias |
| ------------------------------------------------------------------------------- | -------------------- | --------- | -------------- | ---------- | ------------- | ------------- | ------------------------ | -------------------- | ---------- | ---------- | ---------- |
| 1950                                                                            | 569 000              | 569 568   | 99.9           | 1906       | 1252          | 654           | 298                      |                      | 1202       | 3380       | 731        |
| 1970                                                                            | 596 057              | 602 987   | 98.9           | 1550       | 1078          | 472           | 384                      | 1                    | 919        | 2553       | 738        |
| 1980                                                                            | 596 020              | 611 791   | 97.4           | 1295       | 878           | 417           | 460                      | 22                   | 766        | 2055       | 742        |
| 1990                                                                            | 580 000              | 642 324   | 90.3           | 1002       | 661           | 341           | 578                      | 36                   | 666        | 1533       | 742        |
| 1999                                                                            | 590 000              | 682 000   | 86.5           | 810        | 598           | 212           | 728                      | 53                   | 402        | 872        | 742        |
| 2000                                                                            | 590 000              | 682 000   | 86.5           | 805        | 593           | 212           | 732                      | 52                   | 403        | 872        | 742        |
| 2001                                                                            | 592 000              | 685 000   | 86.4           | 771        | 564           | 207           | 767                      | 51                   | 394        | 857        | 732        |
| 2002                                                                            | 550 000              | 695 000   | 79.1           | 842        | 570           | 272           | 653                      | 55                   | 452        | 857        | 742        |
| 2003                                                                            | 550 000              | 698 000   | 78.8           | 823        | 551           | 272           | 668                      | 57                   | 452        | 921        | 742        |
| 2004                                                                            | 550 000              | 700 000   | 78.6           | 804        | 532           | 272           | 684                      | 58                   | 448        | 921        | 742        |
| 2013                                                                            | 568 000              | 751 000   | 75.6           | 695        | 423           | 272           | 817                      | 66                   | 446        | 536        | 743        |
| 2016                                                                            | 500 000              | 765 000   | 65.4           | 667        | 395           | 272           | 749                      | 59                   | 446        | 536        | 743        |
| 2019                                                                            | 504 000              | 776 000   | 64.9           | 370        | 251           | 119           | 1362                     | 56                   | 205        | 536        | 743        |
| 2021                                                                            | 508 600              | 783 576   | 64.9           | 379        | 249           | 379           | 1341                     | 49                   | 169        | 356        | 730        |
| Fuente: Catholic-Hierarchy, que a su vez toma los datos del Anuario Pontificio. |                      |           |                |            |               |               |                          |                      |            |            |            |

## Episcopologio
- Antoine Havet, O.P. † (10 de marzo de 1561-30 de noviembre de 1578 falleció)
- François de Wallon-Capelle, O.F.M. † (11 de enero de 1580-17 de febrero de 1592 falleció)
- Jean Dave † (20 de diciembre de 1593-3 de marzo de 1595 falleció)
- Jacques Blaes, O.F.M. † (14 de abril de 1597-14 de marzo de 1601 nombrado obispo de Saint-Omer)
- François Buisseret † (3 de diciembre de 1601-9 de febrero de 1615 nombrado arzobispo de Cambrai)
- Jean Dauvin † (16 de septiembre de 1615-15 de septiembre de 1629 falleció)
- Engelbert des Bois † (18 de marzo de 1630-15 de agosto de 1651 falleció)
- Jean Wachtendonck † (2 de octubre de 1654-12 de marzo de 1668 nombrado arzobispo de Malinas)
- Ignaas-August van Grobbendonck-Schetz † (1 de abril de 1669-13 de noviembre de 1679 nombrado obispo de Gante)
- Pierre van den Perre † (7 de octubre de 1680-7 de septiembre de 1695 falleció)
- Ferdinand de Berlo de Brus † (11 de noviembre de 1697-24 de agosto de 1725 falleció)
- Thomas John Francis de Strickland de Sizorghe † (20 de enero de 1727-14 de enero de 1740 falleció)
- Paul Godefroid de Berlo de Franc-Douaire † (5 de diciembre de 1740-19 de enero de 1771)
- Ferdinand-Marie de Lobkowitz † (30 de marzo de 1772-20 de septiembre de 1779 nombrado obispo de Gante)
- Albert Louis de Lichtervelde † (20 de marzo de 1780-18 de octubre de 1796 falleció)
- Claude de Bexon † (25 de mayo de 1802-15 de septiembre de 1803 renunció)
- Charles-François-Joseph Pisani de La Gaude † (28 de mayo de 1804-23 de febrero de 1826 falleció)
- Nicolas-Alexis Ondernard † (23 de junio de 1828-25 de marzo de 1831 falleció)
- Jean Arnold Barret † (15 de abril de 1833-31 de julio de 1835 falleció)
- Nicolas-Joseph Dehesselle † (1 de febrero de 1836-15 de agosto de 1865 falleció)
- Victor-Auguste-Isidore Dechamps, C.SS.R. † (25 de septiembre de 1865-20 de diciembre de 1867 nombrado arzobispo de Malinas)
- Théodore-Joseph Gravez † (20 de diciembre de 1867-16 de julio de 1883 falleció)
- Pierre-Lambert Goossens † (16 de julio de 1883 por sucesión-24 de marzo de 1884 nombrado arzobispo de Malinas)
- Édouard-Joseph Belin † (27 de marzo de 1884-7 de febrero de 1892 falleció)
- Jean-Baptiste Decrolière † (11 de julio de 1892-5 de septiembre de 1899 falleció)
- Thomas Louis Heylen, O.Praem. † (23 de octubre de 1899-28 de octubre de 1941 falleció)
- André Marie Charue † (12 de diciembre de 1941-24 de junio de 1974 retirado)
- Robert-Joseph Mathen † (24 de junio de 1974 por sucesión-7 de febrero de 1991 renunció)
- André-Mutien Léonard (7 de febrero de 1991-18 de enero de 2010 nombrado arzobispo de Malinas-Bruselas)
- Rémy Victor Vancottem (31 de mayo de 2010-5 de junio de 2019 retirado)
- Pierre Warin, desde el 5 de junio de 2019